# Kevin Hamilton
Kevin Bernard Hamilton Rivera, Jr. (ur. 2 maja 1982 w Nowym Jorku) – amerykański koszykarz, grający na pozycjach rozgrywającego lub rzucającego obrońcy.

## Przebieg kariery
Syn Kevina i Netty Hamiltonów. Ma dwóch braci. Ojciec też grał w koszykówkę (ukończył college Iona, wybrany w drafcie przez Boston Celtics).
Hamilton Jr. urodził się i wychował w Nowym Jorku. Swoją karierę zaczynał w Maine Central Institute HS. Potem występował w lidze NCAA, w college'u Holy Cross. W latach 2002–2006 rozegrał tam ponad 100 spotkań. W swoim ostatnim sezonie Hamilton notował średnio 17,6 punktu, 6,3 zbiórki oraz 3,5 asysty. Po grze w college'u wziął udział w Lidze Letniej NBA. W sezonie 2006/2007 bronił barw Polpaku Świecie. Potem występował w Portoryko, zaliczył też epizody we Francji oraz w Meksyku. W sezonie 2008/2009 powrócił do Polski. Zmiana klubu wiązała się także ze zmianą pozycji (z rzucającego obrońcy na rozgrywającego). To okazało się strzałem w dziesiątkę. Hamilton w sezonie 2008/2009 był najlepszym zawodnikiem pod względem asyst na mecz w całej PLK. Dobra gra w Kołobrzegu zaowocowała występem w meczu gwiazd PLK (12 punktów, 10 zbiórek oraz 6 asyst w ciągu 25 minut) oraz zdobyciem Pucharu Polski przez Kotwicę. Po sezonie Hamilton przeniósł się razem z Tomaszem Cielebąkiem oraz trenerem Sebastianem Machowskim do niemieckiego zespołu New Yorker Phanthoms Brunszwik. Hamilton jest tam podstawowym graczem oraz jednym z najlepiej podających zawodników w tamtejszej ekstraklasie.

## Osiągnięcia
Na podstawie, o ile nie zaznaczono inaczej.
NCAA
- Uczestnik turnieju NCAA (2003)
- Mistrz:
  - turnieju konferencji Patriot League (2003)
  - sezonu regularnego Patriot League (2003, 2005)
- Zawodnik Roku Ligi Patriot (2005)[2]
- Obrońca Roku Ligi Patriot (2006)
- Zaliczony do:
  - I składu:
    - Ligi Patriot (2005, 2006)
    - turnieju Ligi Patriot (2003, 2005, 2006)

  - II składu Ligi Patriot (2004)
- Lider Ligi Patriot w[3]:
  - średniej:
    - punktów (2005, 2006)
    - zbiórek (2006)
    - przechwytów (2005, 2006)

  - skuteczności rzutów za 3 punkty (2005)
  - liczbie:
    - oddanych rzutów z gry (2005, 2006)
    - celnych i oddanych rzutów za 3 punkty (2005)
    - celnych i oddanych rzutów wolnych (2006)

Drużynowe
- Mistrz:
  - Portoryko (2007)
  - II ligi francuskiej (2008)
- Zdobywca Pucharu Polski (2009)
- Półfinalista portorykańskiej ekstraklasy (2009)

Indywidualne
- Uczestnik meczu gwiazd PLK (2009)
- Lider:
  - ligi niemieckiej w przechwytach (2011)
  - PLK w średniej[4]:
    - asyst (2009)
    - przechwytów (2009)

## Statystyki podczas występów w PLK
- Sezon 2006/2007 (Polpak Świecie): 19 meczów (średnio 13 punktów, 4,5 zbiórki oraz 3,8 asysty w ciągu 29,8 minuty)
- Sezon 2008/2009 (Kotwica Kołobrzeg): 28 meczów (średnio 11,1 punktu, 5,4 zbiórki oraz 6,4 asysty w ciągu 30,5 minuty)